# Belgio al Junior Eurovision Song Contest
Il Belgio ha partecipato 10 volte sin dal suo debutto nel 2003. La rete che ha curato le varie partecipazioni è stata la RTBF dal 2003 al 2005 e la VRT dal 2003 al 2012. Si è ritirato nel 2013 per concentrarsi di più sullo spettacolo nazionale, più popolare del Junior Eurovision Song Contest.

## Partecipazioni
- Primo posto
- Secondo posto
- Terzo posto
- Ultimo posto

| Anno                                    | Artista       | Canzone                   | Lingua            | Posizione | Posizione |
| Anno                                    | Artista       | Canzone                   | Lingua            | Finale    | Punti     |
| --------------------------------------- | ------------- | ------------------------- | ----------------- | --------- | --------- |
| 2003                                    | X!nk          | De vriendschapsband       | Olandese          | 6º        | 83        |
| 2004                                    | Free Spirits  | Accroche-toi              | Francese          | 10º       | 37        |
| 2005                                    | Lindsay       | Mes rêves                 | Francese          | 10º       | 63        |
| 2006                                    | Thor Salden   | Een tocht door het donker | Olandese          | 7º        | 71        |
| 2007                                    | Trust         | Anders                    | Olandese          | 15º       | 19        |
| 2008                                    | Oliver        | Shut Up                   | Olandese          | 11º       | 45        |
| 2009                                    | Laura Omloop  | Zo verliefd (Yodelo)      | Olandese          | 4º        | 113       |
| 2010                                    | Jill & Lauren | Get Up!                   | Olandese, inglese | 7º        | 61        |
| 2011                                    | Femke         | Een kusje meer            | Olandese, inglese | 7º        | 64        |
| 2012                                    | Fabian        | Abracadabra               | Olandese          | 5º        | 72        |
| Nessuna partecipazione dal 2013 al 2025 |               |                           |                   |           |           |

## Storia delle votazioni
Al 2012, le votazioni del Belgio sono state le seguenti: 
Punti dati
| Posizione | Stato       | Punti |
| --------- | ----------- | ----- |
| 1         | Paesi Bassi | 98    |
| 2         | Armenia     | 54    |
| 3         | Russia      | 47    |
| 4         | Svezia      | 46    |
| 5         | Spagna      | 39    |

Punti ricevuti
| Posizione | Stato              | Punti |
| --------- | ------------------ | ----- |
| 1         | Paesi Bassi        | 97    |
| 2         | Macedonia del Nord | 37    |
| 3         | Svezia             | 36    |
| 4         | Malta              | 32    |
| 5         | Bielorussia        | 28    |

## Organizzazione dell'evento
| Anno | Città   | Luogo        | Conduttori                      |
| ---- | ------- | ------------ | ------------------------------- |
| 2005 | Hasselt | Ethias Arena | Marcel Vanthilt e Maureen Louys |